# Theo Alexander
Theo Alexander, pseudonimo di Theodoros Zoumpoulidis (IPA: [θeˈoðoɾos zubuˈliðis]), traslitterato anche come Theodoros Zouboulidis (in greco: Θεόδωρος Ζουμπουλίδης; Atene, 1981), è un attore greco, conosciuto maggiormente per il ruolo del vampiro gay Talbot nella serie televisiva True Blood.
Talvolta è stato anche accreditato con i nomi di Theo Zouboulidis e Theodore Zoumpoulidis.

## Biografia
Originario di Atene, all'età di 18 anni studia business e si laurea presso l'Università di Boston prima di trasferirsi a New York, dove studia recitazione presso la scuola privata Circle in the Square Theatre School. Ottiene i primi ruoli in serie televisive come CSI: NY e Pushing Daisies, ma il suo esordio avviene nel 2007 nell'episodio Chuck vs. Gli insaccati della serie televisiva Chuck, dove ha interpretato il ruolo del mafioso greco Stavros Demitrios.
Il suo esordio cinematografico avviene nel 2007 nel film biografico El Greco, sulla vita dell'omonimo pittore greco.
Ottiene più popolarità grazie al ruolo dell'altezzoso vampiro gay, Talbot, nella terza stagione della serie televisiva della HBO True Blood.

## Doppiatori italiani
Nelle versioni in italiano delle opere in cui ha recitato, Theo Alexander è stato doppiato da:
- Christian Iansante in CSI: NY
- Stefano Crescentini in True Blood
- Gabriele Sabatini in Major Crimes
- Patrizio Cigliano in Chuck